# Eugène Daniel von Rothschild
Pour les articles homonymes, voir Rothschild.
Le baron Eugène Daniel von Rothschild (6 mars 1884 – 25 avril 1976) ou simplement Eugène von Rothschild était un membre de la famille Rothschild. Il fit partie de la 5e génération de Rothschild (mesurée à partir de Mayer Amschel) ses parents étaient Salomon et Bettina Rothschild. Il descend de la branche autrichienne de la famille.

## Vie personnelle
Il sert dans la Première Guerre mondiale, mais après la guerre, le besoin en soldats étant moindre, il prend sa retraite. Il épouse ensuite Catherine « Kitty » Loup, le 28 avril 1925, après qu'ils eurent vécu ensemble à Paris. Le 24 mars 1939 il reçoit la nationalité Française. Catherine (qui était aussi américaine) était une amie de Wallis Simpson. Après son abdication, Edward VIII voyage à Enzesfeld chez Catherine et Eugène. Peu de temps après le début de la Seconde Guerre mondiale, Catherine et Eugène partent pour Long Island où elle décède en 1946. Eugène se remarie avec Jeanne Stuart le 21 décembre 1952. Ils vivent tous les deux à New York et à Long Island mais finalement s'installent à Monte-Carlo, où il décède en 1976.